# Ouverture (politique)
Pour les articles homonymes, voir Ouverture.
 (septembre 2021).
Dans le monde politique, l'ouverture est le processus volontaire et maîtrisé par lequel un groupe organisé en mouvement, parti ou gouvernement permet à des acteurs minoritaires ou présentant des sensibilités qui lui sont divergentes sur l'échiquier politique d'exprimer leur opinion et de faire avancer leurs idées en son sein et avec son soutien (notamment dans le cas où un gouvernement ne dispose que d'une majorité relative)[réf. souhaitée]. En certaines circonstances, il peut s'agir d'une tactique visant à diviser l'adversaire, à récupérer son offre programmatique, ou minimiser (au moins dans l'opinion publique) les différences entre les partis. En outre, la méthode peut susciter des résistances au sein du groupe originel sommé de s'élargir.
Cette méthode fut[Passage contradictoire] notamment utilisée lors de l'élaboration de la Constitution de la Ve République présentée par le général de Gaulle et soutenue par les communistes. L'ouverture étant en fait le rappel des forces communes de la période d'après-guerre[pertinence contestée].

## En France

### Sous la présidence de François Mitterrand (1988-1993)
Elle fut appliquée pour la première fois en 1988[Passage contradictoire] dans un gouvernement sous la Cinquième République avec les gouvernements de Michel Rocard, auquel il manquait une majorité absolue à l'Assemblée nationale. Des députés de l'UDF, parti classé à l'époque à droite de l'échiquier politique, s'organisent en groupe parlementaire et rejoignent la majorité parlementaire dominée par les socialistes ; en outre, certains de ces députés UDF deviennent ministres. C'est donc une ouverture complète. Elle s'est perpétuée jusqu'à la fin de la IXe législature en 1993, avec les gouvernements d'Édith Cresson et de Pierre Bérégovoy.

### Annonce de François Bayrou
L'expression a été réactualisée à compter de l'élection présidentielle française de 2007, où le candidat de l'UDF, François Bayrou, souhaitait, s'il était élu, former un gouvernement alliant les forces de droite et de gauche.

### Sous la présidence de Nicolas Sarkozy (2007-2010)
La notion a pris un autre aspect avec l'élection de Nicolas Sarkozy au poste de président de la République française en mai 2007 et de sa décision subséquente de confier certains ministères-clés à des personnalités politiques membres du Parti socialiste (Bernard Kouchner) ou réputés proches de la gauche (Jean-Pierre Jouyet et Martin Hirsch), duquel il n'était pas le candidat. Patrick Buisson analyse cela comme la triangulation mais dénonça une stratégie creuse. Ce rapprochement a valu leur exclusion de leur parti d'origine. Mais contrairement à la période 1988-1993, cette ouverture n'est pas fondée sur un soutien partisan, parlementaire et gouvernemental.
Revendiquée lors des gouvernements Fillon I et II (avec l'entrée de Jean-Marie Bockel, sénateur socialiste, et de Fadela Amara, associative proche de la gauche), l'expérience prend fin avec le gouvernement Fillon III le 13 novembre 2010, aucun ministre venu de la gauche (excepté Éric Besson, qui avait rejoint Nicolas Sarkozy plusieurs mois avant la présidentielle) n'étant renouvelé dans ses attributions.
Cette méthode politique est considérée par ses détracteurs comme du débauchage. Par ailleurs, Nicolas Sarkozy a dû affronter la grogne de ses troupes, ne comprenant pas la nomination de leurs adversaires, et ne constatant pas d'effet dans l'électorat.

### Autres
D'autres nominations, hors des ministères, ont été analysées comme étant de l'ouverture par les médias :
- Le soutien à la candidature de Dominique Strauss-Kahn au poste de président du Fonds monétaire international a pu être analysée et revendiquée comme telle[4] ;
- Didier Migaud, président socialiste de la commission des finances de l'Assemblée nationale, nommé Premier président de la Cour des comptes le 23 février 2010 ;
- Michel Charasse, ancien ministre socialiste exclu en 2008 de son parti pour dissidence, nommé membre du Conseil constitutionnel le 12 mars 2010[5].

## AuxÉtats-Unis
La pratique est courante, et à chaque alternance, le président élu nomme dans son cabinet un ou plusieurs membres issus du camp adverse, à des postes parfois clés[réf. nécessaire], comme William Cohen, républicain, qui fut secrétaire à la Défense de 1997 à 2001 du président démocrate Bill Clinton, ardent praticien de la triangulation.